# Caserne Grandmaison

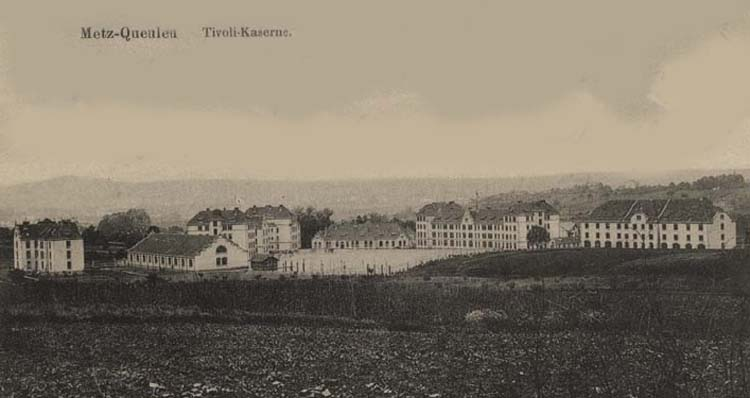
Tivoli-Kaserne, dann Caserne Grandmaison

Die Caserne Grandmaison, (ursprünglich: Tivoli-Kaserne) war eine ehemalige Infanterie-Kaserne in Metz. Erbaut wurde sie durch das Deutsche Reich während der Zeit, als Elsaß-Lothringen zu Deutschland gehörte. Die Liegenschaft befindet sich im Süden des Stadtteils „Queuleu“.

## Historisches
Militärisch gesehen, war Metz für das Deutsche Reich ein äußerst wichtiger strategischer Punkt, den es nach dem Erwerb zu sichern galt. Die Militärbehörden gingen daher – nachdem Elsaß-Lothringen an Deutschland gefallen war – unverzüglich daran, die Stadt militärisch aufzuwerten. Es wurden große Anstrengungen unternommen, um neben den Festungswerken neue Kasernen zu bauen und somit die Garnison zu vergrößern. Die Stärke der ständig hier stationierten Truppen lag zwischen 15.000 und 20.000 Mann aller Waffengattungen, um vor Beginn des Ersten Weltkrieges auf 25.000 Mann anzuwachsen. Kaiser Wilhelm II. sagte bei einem Besuch anlässlich einer Besichtigung der Bauarbeiten in der Stadt und an den Gürtelforts:

„Metz und sein Armeekorps stellen einen Stützpfeiler für das preußische Militär in Deutschland dar, dazu bestimmt den Frieden in Deutschland und auch in Europa sicherzustellen.“

## Bau und Lage
Die 14 Gebäude wurden in den Jahren bis 1902 auf dem Gelände der ehemaligen Domäne „Tivoli“ errichtet, um Truppen des neu aufgestellten XVI. Armeekorps aufzunehmen. Die Gesamtfläche der Kaserne betrug 3,5 Hektar.

## Nutzung
Nach der Fertigstellung zog das 1. Bataillon des Metzer Infanterieregiments Nr. 98 dauerhaft hier ein. Im Jahre 1919 wurde die „Tivoli-Kaserne“ von der französischen Armee übernommen und in « Caserne Grandmaison » umbenannt. 1930 wurde ein Bataillon des « 151e régiment d’infanterie de ligne » und 1935 das 4. Bataillon des « 18e Régiment de transmissions » (Fernmelderegiment) hier einquartiert. Während des Zweiten Weltkriegs nutzte die deutsche Wehrmacht die Kaserne ein letztes Mal. Danach zogen erneut die französischen Fernmelder ein und blieben bis in die 1950er Jahre hier stationiert. Darauf wurden die Gebäude militärisch nur noch als Lager verwendet, bis es am 1. Januar 1984 aufgegeben und zur zivilen Verwendung verkauft wurden. In den beiden Unterkunftstrakte wurde ein Altersheim mit insgesamt 55 Zimmern installiert, eine Art der Umgestaltung, die man als wegweisend für die Stadtentwicklung betrachtet.